# أساني دياو
أساني دياو دياون (مواليد 7 سبتمبر 2005) هو لاعب كرة قدم محترف سنغالي-إسباني يلعب كجناح لصالح نادي كومو في الدوري الإيطالي للدرجة الأولى. ولد في السنغال، وهو لاعب دولي يلعب مع منتخب السنغال لكرة القدم بعد ما سبق له تمثيل منتخب إسبانيا في الفئات السنية.

## المسيرة الاحترافية مع الأندية
دياو هو نتاج فرق الشباب في بطليوس وفليشا نيغرا وبالون قادش، قبل أن ينتقل إلى أكاديمية الشباب في ريال بيتيس في عام 2021، بعقد يمتد حتى عام 2024.  كان دياو في الأصل لاعب خط وسط، إلا أن مهاراته الهجومية أدت إلى تحويله إلى جناح أيسر، وبدأ اللعب مع الفريق الرديف في دوري الدرجة الثانية الإسباني في عام 2022. 
في 26 يوليو 2023، مدد دياو عقده مع النادي حتى عام 2027. وقد خاض أول مباراة رسمية واحترافية له مع "الفيرديبلانكوس" كبديل متأخر في خسارة 1-0 في الدوري الأوروبي أمام رينجرز في 21 سبتمبر 2023. وفي وقت لاحق من ذلك الشهر، في 28 سبتمبر، سجل هدفه الأول في أول ظهور له في الدوري الإسباني في تعادل 1-1 خارج أرضه ضد غرناطة. وبعد أسبوع، في 5 أكتوبر، سجل هدفه الأول في المسابقات الأوروبية في فوز 2-1 على سبارتا براغ. وفي 7 ديسمبر، وبعد مشاركته كبديل، سجل هدفه الثاني في الدوري الإسباني، وهو هدف التعادل في الدقيقة 90+4 في تعادل 2-2 ضد برشلونة.

## المسيرة الدولية
ولد دياو في السنغال، وانتقل إلى إسبانيا في سن الثالثة ويحمل جنسية مزدوجة. لعب مع منتخب إسبانيا تحت 19 سنة في بطولة أوروبا تحت 19 سنة لكرة القدم 2023.

## أسلوب اللعب
كان دياو في الأصل لاعب خط وسط، وهو الآن جناح قوي وذو قدرة عالية، ويجيد إرسال الكرات العرضية. يلعب بشكل أساسي بقدمه اليمنى، ولكنه قوي بكلتا القدمين. يتمتع بتقنية قوية وقدرة جيدة على التسديد بالرأس. 

## وصلات خارجية
- أسان دياو على موقع الاتحاد الأوربي (الإنجليزية)
- أسان دياو على موقع قاعدة بيانات كرة القدم.إي يو (الإنجليزية)
- أسان دياو على موقع Soccerway.com (الإنجليزية)
- أسان دياو على موقع عالم كرة القدم.نت (الإنجليزية)